# Arctopus monacanthus
Arctopus monacanthus là một loài thực vật có hoa trong họ Hoa tán. Loài này được Carmich. ex Sond. mô tả khoa học đầu tiên năm 1862.